# Кайситы
Кайси́ты (от араб. قيس عيلان‎ «кайс айлан», также «бану кайс» и «низариты» согласно БРЭ) — племенное объединение северных арабов, арабские племена из Центральной и Северной Аравии.

## История
Главная ветвь кайситов, так называемый мудар (маадд), включала племена гатафан, зубьян, хавазин, сакиф и другие. Во время арабских завоеваний распространились на территории современных Сирии, Ирака, Бахрейна и Северной Африки. Из кайситского рода курейш вышли халифы-Омейяды, опорой которых тем не менее служили более многочисленные на территории Сирии кальбиты. Кайситы использовались для поддержания порядка как в Сирии для предотвращения сепаратизма наместников-кальбитов, так и позднее в Египте вокруг Бильбейса, куда их переселил в 727 году халиф Хишам. Соперничество между кальбитами и кайситами доходило до вооружённых столкновений (битва при Мардж-Рахите в 684 году).
В отличие от кальбитов, которые усваивали культуру покорённых в ходе арабских завоеваний народов и поддерживали идею общемусульманского государства, кайситы оставались верными бедуинским традициям и считали халифа чисто арабским вождём, подавляющим неарабское население.

## Персоналии
К известным персоналиям относятся:
- Кутейба ибн Муслим, кайсит по происхождению из племени Бахилы был назначен наместником Хорасана[4].